# Picea engelmannii
Picea engelmannii é uma espécie de pinheiro nativo do oeste da América do Norte, numa faixa que vai da Colúmbia Britânica até o Novo México, há também duas populações isoladas no norte do México. É sobretudo uma árvore de montanhas de alta altitude, crescendo entre 900 e 3650 m de altitude, raramente menor no noroeste do intervalo.